# Swietli Szliach
Swietli Szliach (pl. hist. Szwale, biał. Светлы Шлях, ros. Светлый Шлях) – wieś na Białorusi, w obwodzie mińskim, w rejonie mińskim, w sielsowiecie Pietryszki.
Dawniej wieś nosiła nazwę Szwale. Obecna nazwa pochodzi od działającej na terenie Peru komunistycznej organizacji terrorystycznej Świetlisty Szlak.